# Warsaw Mets 2019
Questa voce raccoglie le informazioni riguardanti i Warsaw Mets nelle competizioni ufficiali della stagione 2019.

## Roster
| Roster dei Warsaw Mets (2019) |
| --- |
| Quarterback - 2 Terrance Owens - 13 Patryk Gastołek Running Back - Krzysztof Senderski - Marcin Szczepański - Jurij Suvorov - Sebastian Kalinowski - 18 Evgenij Efimenkov - 22 Bartosz Zapendowski - 25 Witold Szpotański - 27 Maciej Piaseczny - 48 Dominik Krzak - 85 Dawid Dąbrowski Wide Receiver - Kamil Preneta - Bartosz Zawadzki - Dawid Chmielewski - Jędrzej Kubica - 4 Antoni Podgórski - 11 Aleksander Jacek - 80 Jan Omelańczuk - 81 Mateusz Poneta - 83 Łukasz Owdziej - 85 Sebastian Żukowski - 86 Felix Dumitrescu - 86 Marcin Stępiński - 88 Przemysław Deja - 89 Przemysław Bednarski Offensive Linemen - Krzysztof Zawadzki - Robert Turek - Mariusz Mikulski - Marcin Grudziąż - 51 Konrad Wieczorek - 57 Dominik Zielewski - 58 Michał Złoczański - 61 Paweł Brodzki - 62 Krzysztof Bielecki - 66 Damian Świerszcz - 67 Andrzej Grzechnik - 69 Mateusz Sobieszek - 70 Jakub Pieniążkiewicz - 77 Przemysław Bekier Defensive Linemen - Tomasz Jabłonowski - Patryk Borczakowski - Maciej Mielczarek - 5 Maciej Gromnicki - 55 Tomasz Sętkiewicz DL/OL - 74 Dariusz Poświata - 78 Mateusz Szczęk - 91 Osman Hózman-Mirza-Sulkiewicz - 92 Nicholas JR Anyanwu - 97 Aleksander Powar - 98 Bartosz Stawowy DL/LB - 99 Michał Adamczyk - 99 Michał Nowicki Linebacker - Michał Wasileski - Jakub Chwastek - 7 Mateusz Gołoś - 41 Jakub Krysiak - 44 Jan Kadzikiewicz - 59 Mateusz Sioch - 93 Denis Bojko - 96 Adam Dobkowski Defensive Back - Szymon Żołondowski - Maciej Bączek - Szymon Rodak - Mateusz Dąbrowski - Paweł Giemza - 1 Jakub Szambelan - 8 TJ Richardson - 16 Rafał Michaluk - 17 Łukasz Czaczkowski - 20 Bartosz Murzyn - 21 Filip Snopek - 29 Jakub Socha - 32 Filip Poszytek - 39 Przemysław Odzimek - 42 Denis Pestrjakov - 43 Artem Nitevski Special Team - 53 Kamil Ronczka K , * Igor Plis - Bartłomiej Trzciński - Krzysztof Połoński - Szymon Oktaba - Przemysław Kołakowski - Szymon Maciejewski - Grzegorz Michałowicz - 37 Jakub Laskowski nella squadra d'allenamento Coaching staff HC Matheus Dias |

## Prima squadra

### Liga Futbolu Amerykańskiego 1 2019

#### Stagione regolare
| Tychy 23 marzo 2019, ore 15:30 | Tychy Falcons | 31 – 13 (7-0 14-0 0-7 10-6) referto | Warsaw Mets | Stadion Miejski\| Arbitro: \| Walentynowicz \| |
| Arbitro:                       | Walentynowicz |                                     |             |                                                |

| 7 aprile 2019 | Warsaw Mets | 42 – 0 (7-0 22-0 0-0 13-0) referto | Wilki Łódzkie | \| Arbitro: \| Pruszkowski \| |
| Arbitro:      | Pruszkowski |                                    |               |                               |

| Gdynia 14 aprile 2019, ore 12:00 | Seahawks Gdynia | 25 – 7 (0-0 13-7 0-0 12-0) referto | Warsaw Mets | Narodowy Stadion Rugby\| Arbitro: \| Jurzyk \| |
| Arbitro:                         | Jurzyk          |                                    |             |                                                |

| Varsavia 28 aprile 2019 | Warsaw Mets | 25 – 17 (0-7 19-2 6-0 0-8) referto | Kraków Kings | Stadion Polonii Warszawa\| Arbitro: \| Żak \| |
| Arbitro:                | Żak         |                                    |              |                                               |

| Olsztyn 4 maggio 2019 | Olsztyn Lakers | 0 – 42 (0-0 0-28 0-7 0-7) referto | Warsaw Mets | Boisko Dajtki\| Arbitro: \| Jurzyk \| |
| Arbitro:              | Jurzyk         |                                   |             |                                       |

| Varsavia 19 maggio 2019 | Warsaw Mets | 21 – 49 (14-21 0-15 0-13 7-0) referto | Panthers Wrocław | Stadion im. gen. Kazimierza Sosnkowskiego\| Arbitro: \| Jurzyk \| |
| Arbitro:                | Jurzyk      |                                       |                  |                                                                   |

| Białystok 25 maggio 2019, ore 19:00 | Lowlanders Białystok | 34 – 6 (14-6 14-0 6-0 0-0) referto | Warsaw Mets | Stadion Miejski\| Arbitro: \| Żak \| |
| Arbitro:                            | Żak                  |                                    |             |                                      |

| Varsavia 2 giugno 2019 | Warsaw Mets   | 27 – 6 (14-0 7-3 6-3 0-0) referto | Rhinos Wyszków | Stadion im. gen. Kazimierza Sosnkowskiego\| Arbitro: \| Walentynowicz \| |
| Arbitro:               | Walentynowicz |                                   |                |                                                                          |

#### Playoff
| Ruda Śląska 9 giugno 2019, ore 16:00 | Tychy Falcons | 34 – 27 referto | Warsaw Mets | Burloch Arena |

### Statistiche di squadra
| Competizione      | %Vittorie | In casa | In casa | In casa | In casa | In casa | In casa | In trasferta | In trasferta | In trasferta | In trasferta | In trasferta | In trasferta | Totale | Totale | Totale | Totale | Totale | Totale |
| Competizione      | %Vittorie | G       | V       | N       | P       | Pf      | Ps      | G            | V            | N            | P            | Pf           | Ps           | G      | V      | N      | P      | Pf     | Ps     |
| ----------------- | --------- | ------- | ------- | ------- | ------- | ------- | ------- | ------------ | ------------ | ------------ | ------------ | ------------ | ------------ | ------ | ------ | ------ | ------ | ------ | ------ |
| Stagione regolare | .500      | 4       | 3       | 0       | 1       | 115     | 72      | 4            | 1            | 0            | 3            | 68           | 90           | 8      | 4      | 0      | 4      | 183    | 162    |
| Playoff           | .000      | 0       | 0       | 0       | 0       | 0       | 0       | 1            | 0            | 0            | 1            | 27           | 34           | 1      | 0      | 0      | 1      | 27     | 34     |
| Totale            | .444      | 4       | 3       | 0       | 1       | 115     | 72      | 5            | 1            | 0            | 4            | 95           | 124          | 9      | 4      | 0      | 5      | 210    | 196    |

## Seconda squadra

### Liga Futbolu Amerykańskiego 9 2019

#### Stagione regolare
| Varsavia 17 agosto 2019 | Warsaw Mets B | 13 – 6 referto | Mustangs Płock | OSiR Bemowo |

| 1º settembre 2019 | Barbarians Koszalin | 6 – 14 referto | Warsaw Mets B |  |

| 14 settembre 2019 | Bydgoszcz Archers | 0 – 24 referto | Warsaw Mets B |  |

| Varsavia 22 settembre 2019 | Warsaw Mets B | 21 – 6 referto | Grizzlies Gorzów Wielkopolski | OSiR Bemowo |

#### Playoff
| Varsavia 12 ottobre 2019, ore 15:00 | Warsaw Mets B | 14 – 12 referto | Renegades Świdnica | Stadion im. gen. Kazimierza Sosnkowskiego |

| Bielawa 26 ottobre 2019, ore 14:00 | Warsaw Mets B | 0 – 14 | Bielawa Owls | Boisko przy ul Bankowej |

### Statistiche di squadra
| Competizione      | %Vittorie | In casa | In casa | In casa | In casa | In casa | In casa | In trasferta | In trasferta | In trasferta | In trasferta | In trasferta | In trasferta | Totale | Totale | Totale | Totale | Totale | Totale |
| Competizione      | %Vittorie | G       | V       | N       | P       | Pf      | Ps      | G            | V            | N            | P            | Pf           | Ps           | G      | V      | N      | P      | Pf     | Ps     |
| ----------------- | --------- | ------- | ------- | ------- | ------- | ------- | ------- | ------------ | ------------ | ------------ | ------------ | ------------ | ------------ | ------ | ------ | ------ | ------ | ------ | ------ |
| Stagione regolare | 1.000     | 2       | 2       | 0       | 0       | 34      | 12      | 2            | 2            | 0            | 0            | 38           | 6            | 4      | 4      | 0      | 0      | 72     | 18     |
| Playoff           | .500      | 2       | 1       | 0       | 1       | 14      | 26      | 0            | 0            | 0            | 0            | 0            | 0            | 2      | 1      | 0      | 1      | 14     | 26     |
| Totale            | .833      | 4       | 3       | 0       | 1       | 48      | 38      | 2            | 2            | 0            | 0            | 38           | 6            | 6      | 5      | 0      | 1      | 86     | 44     |